# 前窑站
前窑站位于中国吉林省吉林市永吉县缸窑镇，建于1966年，为沈阳铁路局管辖的五等站。经过的铁路有吉舒铁路。

## 业务办理
客运办理旅客乘降，行李包裹托运业务。不办理货运业务。
1. ↑  铁道部电子计算技术中心, 铁道部运输局. . 北京: 中国铁道出版社. 1998: 159. ISBN 9787113030995.